# Dromore (Banbridge)

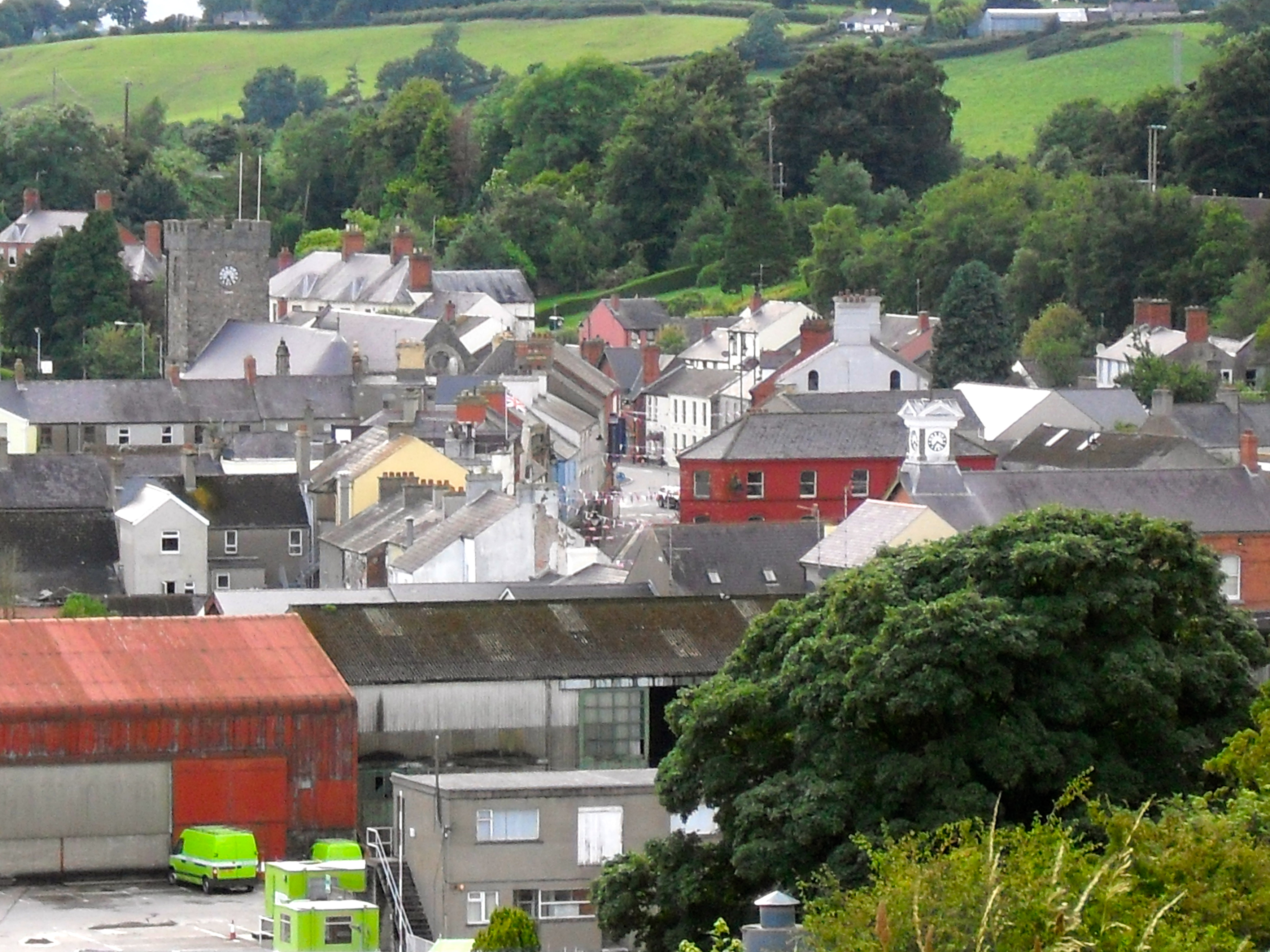
Zicht op het stadscentrum vanop the Mound

Dromore (afgeleid van het Ierse Droim Mór) is een Iers marktstadje in de vallei van de Lagan in County Down (Noord-Ierland). Dromore ligt in het district Banbridge, ruim 30 km ten zuidwesten van Belfast. Dromore had in 2001 een bevolking van 4968 inwoners. Van de bevolking is 83,4% protestant en 13% katholiek.
De geschiedenis van het stadje gaat terug tot in de oudheid en was de zetel van een bisdom, dat groeide uit de abdij die in de 6e eeuw gesticht was door Sint Colman. In de eerste decennia van de 13e eeuw bouwde John de Courcy in Dromore een mottekasteel, gekend als the Mound.